# Свети Архангели (Лохми)
Вижте пояснителната страница за други значения на Свети Архангели.
„Свети Безсребреници Козма и Дамян“ (на гръцки: Αγίων Αναργύρων) е възрожденска православна църква, енорийски храм на гревенското село Лохми (Вич), Егейска Македония, Гърция.
Храмът е построен в 1848 година по времето на митрополит Йоаникий Гревенски. В интериора има ценни стенописи от XIX век и смятана за чудотворна икона.